# Довгоносик ліщиновий
Ліщиновий довгоносик (Curculio nucum L.) — жук з родини довгоносиків, комаха шкідник. Поширений в Україні повсюдно, де росте ліщина.

## Опис
Тіло самки до 8 міліметрів, а самця — до 7 міліметрів завдовжки; з дорзального боку ромбоподібної форми з довгим і тонким хоботком (у самки до 6 міліметрів, самця до 4 міліметрів). Жуки чорні й вкриті сірувато-жовтими лусками, які на передньоспинці утворюють поперечні лінії; на крилах жовті плями. Ноги довгі, вкриті лежачими блідо-сірими волосками, стегна булавоподібної форми і мають по одному зубчику з внутрішнього боку. Щиток квадратний, жовтий. Свіжовідкладене яйце біле, блискуче, яйцеподібної форми. Личинка безнога, зігнута, 7-10 міліметрів завдовжки, блідо-кремова, голова буро-червона, або бура, щелепи чорні. На передостанньому сегменті є один щетинкоподібний волосок, а на останньому — чотири, із яких два посередині, а два по краях. Тіло личинки вкрите блідо-сірими волосками, які безладно стирчать. Лялечка молочно-біла, 8-9 міліметрів завдовжки, хоботок довгий, як і у жука, міцно притиснутий до тіла. Спинка лялечки рідко всіяна бурими шипами, що сидять на горбочках; в кінці черевця є два шипуватоподібних придатки.

## Екологія
Пошкоджує фундук, ліщину, рідко переходить на жолуді дуба. Зимують личинки в колисочках у ґрунті. В другій половині квітня в них і заляльковуються. Стадія лялечки — до 15 днів. Навесні, при середньодобовій температурі 15-16 °С, починається вихід жуків, які розміщуються в кроні кущів для додаткового живлення. Живляться спочатку бруньками, що розпускаються, а потім листками та плодами. При середньодобовій температурі +18 °С (середина травня) спостерігається масове спарювання, а через шість-сім днів самки починають відкладати яйця в прогризену хоботком ніжну шкарлупу плода у верхній або центральній частині, рідко біля основи; в тканині вигризають маленьку ямку-камеру і відкладають, як правило, по одному яйцю в молодий плодик, а отвір закупорюють недогризками. Плодючість однієї самки в середньому — 45 яєць (максимально 62). Самка в період яйцекладки декілька разів спарюється; тривалість яйцекладки близько одного місяця (до середини червня). Ембріональний розвиток до семи днів. Личинка, закінчивши розвиток, залишає плід, вмістом якого вона живилася, падає на ґрунт і там із частинок ґрунту виготовляє колисочку, в якій і зимує.